# Liste deutscher Monopteren
Die Liste deutscher Monopteren umfasst in der Bauform eines Monopteros errichtete Tempel und Gartenpavillons, die sich in Deutschland befinden. Die runden oder vieleckigen tempelartigen Gebäude, deren Dächer von Säulen getragen werden, folgen Vorbildern der griechischen Architektur der Antike.

## Liste
| Ort                           | Monopteros                                                                                       | Säulenanzahl              | Entstehungszeit                 | Anmerkungen | Foto                                                            |
| ----------------------------- | ------------------------------------------------------------------------------------------------ | ------------------------- | ------------------------------- | --- | --------------------------------------------------------------- |
| Alexisbad Lage                | Luisentempel                                                                                     | 6                         | 1823                            | | Luisentempel                                                    |
| Bad Bevensen Lage             | Monopteros, Liste der Baudenkmale in Bad Bevensen                                                | 8                         | 1842                            | Verputzter, hölzerner Scheinmonopteros mit umlaufender Dreiviertelsäulenstellung, Gebälk und Kuppel auf einem künstlichen Erdhügel mit (Eis?)Keller und zweiläufiger Treppenanlage. Inschrift mit Datierung im Schlussstein über dem Kellereingang: „J. C. I. BUSSENIUS MDCCCXXXXII“. Teil einer ursprünglich zum Apothekengebäude Krummer Arm 1 gehörenden, inzwischen teilweise bebauten, parkartigen Gartenanlage. |                                                                 |
| Bad Homburg vor der Höhe Lage | Elisabethenbrunnen im Kurpark                                                                    | 10                        | 1918                            | | Elisabethenbrunnen                                              |
| Bad Homburg vor der Höhe Lage | Kaiserin-Auguste-Viktoria-Brunnen im Kurpark                                                     | 8                         | 1910                            | | Kaiserin-Auguste-Viktoria-Brunnen                               |
| Bad Honnef Lage               | Monopteros im Park von Villa Schaaffhausen                                                       | 8                         | 1874                            | Unter dem Monopteros wurde eine Grotte angelegt | Monopteros im Park der Villa Schaaffhausen                      |
| Bad Köstritz Lage             | Monopteros im Landschaftspark Bad Köstritz („Pavillon der Weissen Frau“)                         | 8                         | 1799 oder früher                | Der schön proportionierte klassizistische Monopteros wurde von Christian Friedrich Schuricht entworfen. Er besitzt vierseitige ionische Diagonalkapitelle, deren Voluten in außergewöhnlicher Art mit Girlanden behangen sind. Er dient als Baldachin für einen Abguss der spätklassischen „Großen Herkulanerin“ aus dem 4. Jh. v. Chr. Daher wird er auch als „Pavillon der Weißen Frau“ bezeichnet. | Monopteros im Park der Villa Schaaffhausen                      |
| Bad Pyrmont Lage              | Erdbeertempel                                                                                    | 8                         | 1786–1790                       | Neugestaltung 1910 |                                                                 |
| Bad Salzuflen Lage            | Leopoldsprudel                                                                                   | 8                         | 1910                            | Taufpate des Leopoldsprudels ist der letzte Regent des Fürstentums Lippe, Leopold IV. (1871–1949). | Bad Salzuflen Leopold-Sprudel 2022                              |
| Bad Vilbel Lage               | Friedrich-Karl-Sprudel                                                                           | 8                         | 1939                            | Die Fassung in Gestalt eines Monopteros mit dorischen Säulen erhielt der Brunnen erst 1939 nach einem Entwurf des damaligen Vilbeler Stadtbaumeisters Dörr. | Friedrich-Karl-Sprudel Bad Vilbel 888-h                         |
| Bamberg Lage                  | Druidentempel (auch „rosa Pavillon“) im Theresienhain                                            | 8                         |                                 | |                                                                 |
| Bayreuth Lage                 | Sonnentempel                                                                                     | 8                         | 1795                            | Die Errichtung erfolgte zu Ehren der preußischen Königin Luise | Bayreuth Hofgarten Monopteros                                   |
| Bernried Lage                 | Monopteros im Park von Schloss Höhenried am Starnberger See                                      | 10                        | 1937                            | Wilhelmina Busch-Borchard aus der Anheuser-Busch Familie in St. Louis, USA, erbaute 1937 das Schloss Höhenried | Monopteros im Park von Schloss Höhenried am Starnberger See     |
| Berlin Lage                   | Brunnentempel im Parkfriedhof Lichterfelde                                                       | 8                         | 1908–1911                       | Entwurf Gartenarchitekt Friedrich Bauer | Parkfriedhof Lichterfelde                                       |
| Blankensee Lage               | Schlosspark                                                                                      | 8                         |                                 | |                                                                 |
| Braunschweig Lage             | Rundtempel im Richmondpark                                                                       | 8                         |                                 | |                                                                 |
| Dessau Lage                   | Georgengarten                                                                                    | 10                        |                                 | |                                                                 |
| Dießen am Ammersee Lage       | Schacky-Park                                                                                     | 8                         | 1905                            | 2009 restauriert | SchakyPark Monopteros                                           |
| Dresden Lage                  | Artesischer Brunnen                                                                              | 8                         | 1906                            | Der Brunnentempel wurde nach einem Entwurf des Stadtbaurats Hans Erlwein errichtet. |                                                                 |
| Dresden Lage                  | Waldschlösschen-Pavillon (Dresden)                                                               | 8                         | 1936                            | Anlässlich der Reichsgartenschau 1936 nach Plänen von Stadtbaurat Paul Wolf (1879–1957) errichtet, war der charmante Bau an der Bautzner Straße Teil einer Gesamtkonzeption, wonach die grüne Oase Weißer Hirsch über Albrechtschlösser und Waldschlösschenwiese mit dem neugestalteten Königsufer zu verbinden war. Acht Bruchsteinpfeiler tragen ein Schieferdach, das von einer Wetterfahne mit einem springenden Hirsch bekrönt wird. Der nimmt auf den nahegelegenen Stadtteil Weißer Hirsch Bezug, während die Jagdszenen der Deckenmalereien an das Jagdhaus des Grafen Camillo Marcolini (1739–1814) erinnern, das als „Waldschlösschen“ dem ganzen Areal einst seinen Namen gab. Quelle: Bert Wawrzinek. |                                                                 |
| Ettal Lage                    | Venustempel im Schlosspark von Schloss Linderhof                                                 | 6                         | 1870–1886                       | | Schlosspark Linderhof, Venustempel                              |
| Eutin Lage                    | Schlossgarten                                                                                    | 8                         | 1795–1797                       | Landbaumeister Peter Richter | Eutin Monopteros                                                |
| Freital Lage                  | Denkmal für Alexander Christoph von Schönberg (1724–1801) an der Lutherkirche in Freital-Döhlen  | 6                         |                                 | | Monopteros im Park der Villa Schaaffhausen                      |
| Greiz Lage                    | Gasparinentempel                                                                                 | 8                         | 1822                            | Im Vorfeld des Greizer Heimatfestes 1934 wurden die Holzsäulen durch Säulen aus toskanischem Granit ersetzt und die Wände entfernt, wodurch der Gasparinentempel sein heutiges Aussehen erhielt: Über der runden Grundfläche mit einem Durchmesser von knapp 6 m tragen acht dreigeteilte, ca. 4 m hohe Säulen die knapp 4 m hohe Kuppel. Im Jahr 1992 erfolgte eine aufwendige Restaurierung des Tempels, und durch Baumpflegearbeiten wurde der Ausblick auf die Stadt wieder freigegeben. Seit Januar 2023 wurde er aber aus Sicherheitsgründen wieder gesperrt. | Gasparinentempel                                                |
| Grimma Lage                   | Venustempel                                                                                      | 6                         | 1795                            | Im Ortsteil Burgberg wurde 1795 auf dem gleichlautenden Berg (auch Tempelberg genannt) von Christian Heinrich Loth (1735–1817) ein Tempel (auch Venustempel genannt) für seine Ehefrau errichtet. |                                                                 |
| Hamburg-Eppendorf Lage        | Monopteros in Hayns Park                                                                         | 6                         |                                 | Der Monopteros wurde im 19. Jahrhundert im heutigen Hayns Park errichtet, der damals noch ein Privatgarten war. Die mehr als ein Jahr andauernden Sanierungs- und Restaurierungsarbeiten wurden im März 2019 abgeschlossen. |                                                                 |
| Hannover Lage                 | Leibniztempel                                                                                    | 12                        | 1787–1790                       | Der Tempel gilt als das erste öffentliche Denkmal in Deutschland für einen Nichtadeligen. | Leibniztempel monument Georgengarten Nordstadt Hannover Germany |
| Hohenzieritz Lage             | Luisentempel                                                                                     | 8                         | 1815                            | Der Tempel wurde zum Gedenken an die in Hohenzieritz verstorbene Königin Luise nach Plänen von Christian Philipp Wolff errichtet. |                                                                 |
| Kassel Lage                   | Frühstückspavillon                                                                               | 8                         | 1815                            | Der Architekt Daniel Engelhard baute den Rundtempel im Auftrag des Kurfürsten Wilhelm I. | Fruestueckspavillon-Kassel-I                                    |
| Kaufbeuren Lage               | Monopteros im Jordanpark (Kaufbeuren)                                                            | 6                         | 1910                            | 1896 stiftete Wilhelm Schweyer einen Monopteros für den Jordanpark, der mit 1896 bezeichnet ist, aber erst 1910 gebaut wurde. | Monopterus im Jordanpark Kaufbeuren im Fruehling                |
| Leipzig Lage                  | Abtnaundorfer Park                                                                               | 6                         |                                 | |                                                                 |
| Leipzig Lage                  | Dianatempel im Schlosspark Lützschena                                                            | 6                         | 1822–1825                       | Der Dianatempel steht im westlichen Teil des Schlossparkes Lützschena nahe dem Schloss Lützschena. 1999 von der Restaurations- und Bildhauerfirma Markus Gläser aus Leipzig-Gohlis renoviert. |                                                                 |
| Markkleeberg Lage             | Musentempel                                                                                      | 8                         |                                 | |                                                                 |
| München Lage                  | Monopteros im Englischen Garten                                                                  | 10                        | 1831–1836                       | Nach einem Entwurf von Leo von Klenze aus Kelheimer Kalkstein errichtet. Letzte Renovierung 2016 | Monopteros in München nach der Renovierung 2016                 |
| München Lage                  | Apollotempel im Schlosspark Nymphenburg                                                          | 10                        | 1862–1865                       | Nach einem Plan von Leo von Klenze | Apollotempel Nymphenburg Muenchen-2                             |
| München Lage                  | Dianatempel im Münchner Hofgarten                                                                | 12                        | 1614                            | Ein zwölfeckiger Pavillon mit acht offenen und vier geschlossenen Rundbogenarkaden. Er steht am Kreuzungspunkt der Haupt- und Diagonalachsen des Münchner Hofgartens. Die wasserspeienden Delphine der vier Grotten umrunden die zentrale Statue, eine Kopie der weltlichen Patronin Bayerns 'Tellus Bavaria' von Hubert Gerhard aus dem Jahr 1594. | Dianatempel im Münchner Hofgarten                               |
| München Lage                  | Tempelbrunnen am Neuhofener Berg                                                                 | 8                         | 1955–56                         | Josef Wiedemann | Tempelbrunnen am Neuhofener Berg                                |
| Neuruppin Lage                | Apollotempel                                                                                     | 8                         | 1735                            | Der 1735 für Kronprinz Friedrich (II.) nach Plänen Georg Wenzeslaus von Knobelsdorffs als offener Holzbau errichtete Tempel wurde 1791 massiv erneuert und mit geschlossenen Wänden versehen. |                                                                 |
| Neustrelitz Lage              | Hebetempel                                                                                       | 8                         | 1840                            | Von Friedrich Wilhelm Buttel geschaffen | Hebe-Tempel (Neustrelitz)                                       |
| Offenbach am Main Lage        | Büsing-Park                                                                                      | 6                         | 1790                            | 2004 restauriert | Monopterus im Büsingpark                                        |
| Potsdam Lage                  | Freundschaftstempel im Park Sanssouci                                                            | 8                         | 1768–1770                       | Der nach Plänen Carl von Gontards erbaute Freundschaftstempel erinnert an die 1758 verstorbene Lieblingsschwester Friedrich II., die Markgräfin Wilhelmine von Bayreuth. |                                                                 |
| Potsdam Lage                  | Ruinenberg                                                                                       | 16                        | 1748                            | Der dorische Rundtempel in der Art eines antiken Monopteros wurde nach Plänen Georg Wenzeslaus von Knobelsdorffs und Innocente Bellavites errichtet. Als Teil der Ruinenkulisse umrahmt er ein für den Betrieb der Fontänen benötigtes Wasserbecken und bildet einen Blickfang vom Schloss Sanssouci aus. Die Anlage wurde 2013 renoviert. |                                                                 |
| Regensburg Lage               | Keplerdenkmal (Regensburg)                                                                       | 8                         | 1808                            | 1859 auf derzeitigen Platz umgesetzt |                                                                 |
| Remstal Lage                  | Der Monopteros steht auf einer Streuobstwiese der Gemarkung Weiherwasser südlich von Winterbach. | 5                         | 2019                            | Entwurf des Münchner Architekturbüros Burger Rudacs für die Remstal Gartenschau 2019, die erstmals in 16 Städten und Gemeinden stattfand. Das „Weise weiße Haus“ aus Sichtbeton wurde durch die Firma R. Bayer aus Blaubeuren mit schalungsglatten Fertigteilen erbaut. Der Durchmesser des Bauwerks beträgt 4,80 Meter, es ist 7,78 Meter hoch. Auf einer kreisförmigen Stufenanlage sind fünf sternförmig angeordnete Trennwände befestigt, die in der Mitte zusammentreffen. Diese tragen das kreisrunde, in Entsprechung zu den Stufen am Boden getreppte Dach. |                                                                 |
| Rüdesheim Lage                | Niederwaldtempel                                                                                 | 8                         | 1790                            | Erbaut durch Graf von Ostein, wurde im Zweiten Weltkrieg zerstört und 2006 rekonstruiert |                                                                 |
| Seesen Lage                   | Denkmal für die Gefallenen des Ersten Weltkriegs                                                 | 8                         | 19??                            | |                                                                 |
| Solingen Lage                 | Diederichstempel                                                                                 | 7 (Müngsten) und 8 (Burg) | 1896 (Müngsten) und 1901 (Burg) | Die zwei als Diederichstempel bezeichneten Aussichtspavillons wurden von dem wohlhabenden August Diederichs Ende des 19. Jahrhunderts sowie Anfang des 20. Jahrhunderts gestiftet. |                                                                 |
| Stuttgart Lage                | Moderner Monopteros im Schlosspark Stuttgart-Hohenheim                                           | 16 (2 mal 8)              | 2001                            | |                                                                 |
| Teublitz Lage                 | Monopteros am Schloss Teublitz                                                                   | 8                         | 1800                            | Etwa um 1800 gestaltete Conrad Reinhard Ritter von Koch den Park zu einem Englischen Landschaftsgarten um. | PavillonTeublitz A.jpg                                          |
| Trier Lage                    | Monopteros am Schloss Monaise                                                                    | 8                         | 1779–1783                       | Der Säulentempel unweit der Mosel gehört zu einem Ensemble von Bauten, die zwischen 1779 und 1783 nach Plänen von François Ignace Mangin als Sommersitz für den Trierer Domdechanten Philipp von Walderdorff errichtet wurden. Der Monopteros wurde 2019–2020 renoviert. |                                                                 |
| Unna-Königsborn Lage          | Monopteros im Kurpark Königsborn                                                                 | 6                         | 1907                            | Der Monopteros wurde ursprünglich neben einem Teich errichtet, der jedoch im Zweiten Weltkrieg verfüllt worden ist. | Kurpark Unna-Königsborn Monopteros                              |
| Wandlitz Lage                 | Gartenpavillon im Ortsteil Wandlitz                                                              | 6                         | 1904                            | | Gartenpavillon Wandlitz                                         |
| Wiesbaden Lage                | Nerobergtempel auf dem Neroberg                                                                  | 10                        | 1851                            | 2010–2013 saniert, | MK 37016 Neroberg Monopteros                                    |
| Wörlitz Lage                  | Venustempel                                                                                      | 8                         | 1794–1797                       | Im Zentrum steht ein Abguss der Venus Medici | Wörlitz Venustempel im Winter 2.jpg                             |